# Свідрук Микола Михайлович
Микола Михайлович Свідрук (псевдо: «Завзятий»; 1914, м. Надвірна, Івано-Франківська область — 22 червня 1946) — український військовик, сотенний відділу 80а «Зелені» ТВ-22 «Чорний ліс», ліквідований СБ ОУНР.

## Життєпис
Народився в м. Надвірна Надвірнянського повіту Королівства Галичини та Володимирії Австро-Угорської імперії. 
Служив у Війську Польському, отримав підстаршинське звання. В 1944 р. — в УПА, ройовий, чотовий. Від грудня 1944 року — сотенний відділу 80а «Зелені» куреня «Бескид» ТВ-22 «Чорний ліс». 
7 лютого 1946 року прийшов у Надвірнянський РВ НКВС з повинною, призначений командиром районної оперативної спецгрупи. 
Ліквідований СБ ОУНР 22 червня 1946 року, вирок виконали два стрільці СБ — «Вовк»,«Мартин».